# 忘却の彼方へ
『忘却の彼方へ』(ぼうきゃくのかなたへ、英語: Ex Oblivione) は、ハワード・フィリップス・ラヴクラフトによって書かれた超短編小説（ショートショート）、あるいは散文詩である。1920年後半から1921年3月ごろまでの時期に執筆され、同人誌『ユナイテッド・アマチュア』1921年3月号に『ウォード・フィリップス』（Ward Phillips）のペンネームで掲載された。

## あらすじ
主人公は現実世界での様々な雑事を苦手とし、夢の中の世界で旅や冒険を楽しむ夢想家である。年をとった彼はますます現実の人生に疲れ、出来ることなら夢の世界でずっと過ごしたいと考えていた。
彼は夢の中でしばしば、渓谷の先にある、石造りの寺院の廃墟が眠る森を越えて、巨大な城壁に行き当たった。その城壁には向こう側に通ずる青銅の扉があり、かれはそれを開けて向こう側に行ってみたいと考え、夢の中でいろいろな方法を試したが扉を開けることは出来なかった。
ある日彼は、夢の中の都市ザカリオンで古いパピルスを見つけ、その城壁についての記述を読んだ。ある賢者はその扉の向こうには素晴らしい世界が広がっていると記し、別の賢人は恐怖と絶望があると警告していた。その書物には、現実世界でどのような薬を飲めば、その扉を開けられるかということも記されていた。
目を覚ました主人公は、パピルスに記されていた方法を試すことにした。仮に扉の向こうに恐怖があったとしても現実世界での味気ない人生よりもましなものと思え、扉の向こうに幸福の世界があることに賭けることとしたのである。
彼はパピルスに書かれていた薬を飲んで眠りにつき、渓谷の先の森を通って城壁にたどり着き、青銅の扉を開け、向こう側に足を踏み入れた。彼はそこで、書物に書かれていたことはどちらも正しかったと知り、満たされた気持ちとなった。その城壁の向こう側には何も存在しない無限の空間が広がっており、彼の魂はそこで、永遠の忘却という安らぎを得たのである。

## 背景・その他
- S・T・ヨシおよびデイビッド・E・シュルツは著作『H・P・ラヴクラフト大事典（英語版）』の中で、本作において語られる「無や忘却は、つまらない人生よりも良いものである」という考え方はアルトゥル・ショーペンハウアーの影響が考えられると指摘している。ラヴクラフト自身も随筆集『In Defense of Dagon』の中で、「忘却より素晴らしいものはない。忘却があれば、満たされぬ希望というものも無くなるのであるから」と述べている[2]。
- 現実世界で希望を失った主人公が夢の世界に幸福を見出すというプロットは、ほぼ同時期に執筆された『セレファイス』でも描かれている。しかしセレファイスの主人公クラネスが夢の世界で王となる筋書きに対し、本作の主人公は忘却／虚無の中での安寧を得ることになる。夢の世界での禁忌を破った主人公がその世界でのそれまでの生活を失うというプロットは、1919年執筆の『白い帆船』とも通ずる。

## 収録
- 国書刊行会『定本ラヴクラフト全集1』矢野浩三郎監訳 / 小林勇次訳『忘却の彼方へ』
- 学習研究社『文学における超自然の恐怖』大瀧啓裕訳『忘却より』
- 星海社FICTIONS『未知なるカダスを夢に求めて 新訳クトゥルー神話コレクション4』森瀬繚訳「忘却より」